# الهتك (المخادر)

تعديل مصدري - تعديل

الهتك هي إحدى قرى عزلة المحرم بمديرية المخادر التابعة لمحافظة إب، بلغ تعداد سكانها 255 نسمة حسب تعداد اليمن لعام 2004.